# كفر مصر (بيسان)

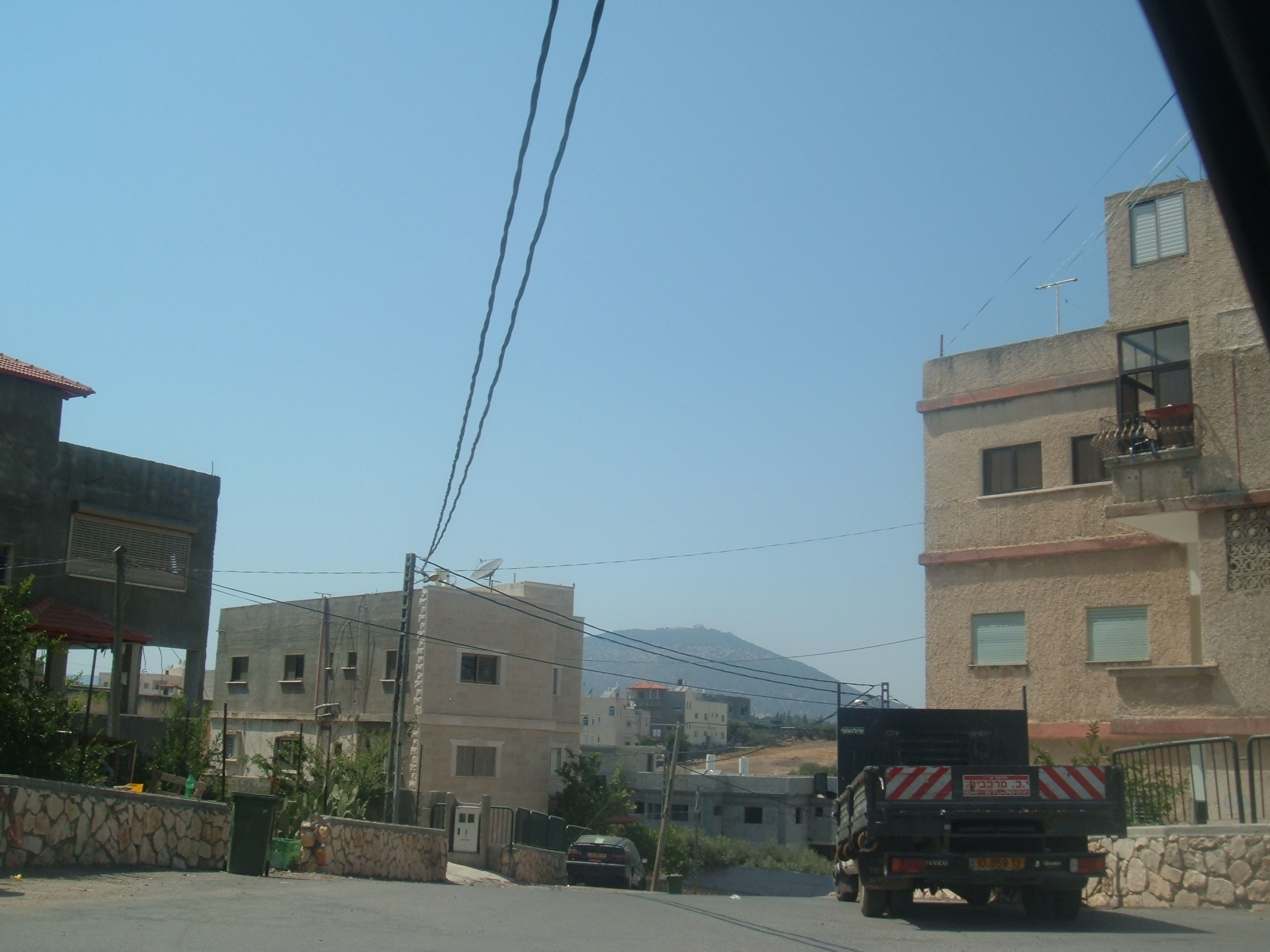
أحد شوارع القرية

كفر مصر التي تقع في منطقة مرج ابن عامر في المنطقة الشمالية من إسرائيل.

## نبذة تاريخية وجغرافية
يرجع اسمها إلى المصريين الذين استقروا فيها منذ العهد الكنعاني، وتقع في أقصى الشمال الغربي لقضاء بيسان، عند الحدود الجنوبية لقضاء الناصرة، وترتفع 200م عن سطح البحر. وتبلغ مساحة أراضيها (16332) دونما. تحيط بها أراضي قرى الطيبة الزعبية من الجنوب وقرية طيرة الخراب من الشرق اما من الشمال فتحدها اراضي قرية معذر وقرية مسحة (كفار طابور) قضاء طبريا ومن الغرب يحدها اراضي قرية الرينة - أم الغنم وقريتا إندور وطمرة الزعبية من قرى قضاء الناصرة الجنوبية الشرقية. قدر عدد سكانها عام 1922 (253) نسمة، وفي عام 1945 (320) نسمة، وفي عام 1948 بلغ عددهم (213) نسمة، وارتفع إلى (290) نسمة في عام 1961 وفي عام 2000 بلغ عدد سكانها 2800 نسمة. تضم القرية بقعة (عين الحبوس) التي كانت تقوم عليها مدينة(آبص) الكنعانية، بمعنى الأبيض أو القصدير. استولت المنظمات الصهيونية المسلحة على القرية في عام 1948، واقاموا إلى الشمال الغربي منها مستعمرة (كفاركيش) ومن الجهة الشرقية للقرية اقاموا مستعمرة (جازيت).

## الاقتصاد
وكانت القرية تعتمد في اقتصادها على الزراعة وتربية المواشي حتى عام 1980 ولكن بعد ذلك ظهر عدد من شباب القرية منهم من تعلم وخرج بشهادة وذهب للعمل في مجال التجارة والإدارة في الشركات الكبيرة والصغيرة والهندسة ومنهم من ذهب للعمل في المصانع.